# Révolte au pénitencier de filles
Série Black Emanuelle
Pénitencier de femmes
(1982)
Pour plus de détails, voir Fiche technique et Distribution.
Révolte au pénitencier de filles (Blade Violent - I violenti ) est un film italo-français réalisé par Gilbert Roussel, Bruno Mattei et Claudio Fragasso, sorti en 1983.
Il s'agit du dernier film de la série officielle Emanuelle nera et le second réalisé par Bruno Mattei avec comme actrice principale Laura Gemser. Le film a été tourné simultanément à Pénitencier de femmes. Comme le film précédent, il fait partie du genre women in prison, mais est encore plus violent avec une scène de roulette russe montrant l'éclatement d'un cerveau et une prisonnière avec une lame de rasoir.

## Synopsis
Emanuelle, est une reporter-photographe métisse voyageant à travers le monde à la recherche de scoop pour la 
revue qui l'emploie.
Afin de réaliser un reportage, elle se fait passer pour une vendeuse de drogue. Après une enquête du procureur Robinson, elle est emprisonnée. Elle est victime de violences de la part de la directrice de prison et d’Albina, une détenue violente et confidente des gardes.
En parallèle, quatre dangereux bandits, dont le chef est Crazy Boy Henderson, sont condamnés à mort et sont conduits dans une prison de haute sécurité. Pendant le trajet, les bandits tentent de s’évader mais finissent par être interceptés par un shérif qui décide de les enfermer dans la prison où se trouve Emanuelle.
Les quatre bandits finissent par prendre la direction de la prison en organisant une révolte et en faisant subir des violences aux femmes. La police tente d'intervenir sans succès et les pires violences continuent. Emanuelle et Albina sont contraintes de jouer à la roulette russe, Albina décède. Un bandit est victime de la vengeance d'une détenue qui s'introduit une lame de rasoir dans le vagin.
Deux bandits cherchent à s'enfuir mais le procureur Robinson ordonne de les abattre en espérant que même Emanuelle, prise en otage avec le shérif, succombe (il pourrait ainsi cacher la vérité), mais Crazy Boy Henderson réussit à s'enfuir emportant avec lui Emanuelle et le shérif. Pendant la fuite, le shérif parvient à tuer Crazy Boy Henderson et à libérer Emanuelle[réf. souhaitée].

## Fiche technique
- Titre original : Blade Violent - I violenti ou Emanuelle fuga dall'inferno
- Titre français : Révolte au pénitencier de filles
- Réalisation : Gilbert Roussel (Bruno Mattei et Claudio Fragasso)
- Scénario :Claudio Fragasso, Olivier Lefait
- Musique : Luigi Ceccarelli
- Photographie : Henry Froger
- Montage : Bruno Mattei
- Production : Olivier Lefait
- Pays de production :  Italie |  France
- Format : couleurs - 1,85:1 - Mono
- Genre : action, thriller, érotique
- Durée : 89 minutes (1 h 29)
- Dates de sortie : 
  -  Allemagne de l'Ouest : 1987
  -  Italie : 1983
  -  France : 31 août 1983
  -  États-Unis : 1985
- interdit aux moins de 16 ans
- Affiche : Léo Kouper (France)

## Distribution
- Laura Gemser : Emanuelle Larson
- Gabriele Tinti : Crazy Boy Henderson
- Ursula Flores : Albina
- Jacques Stany : Le procureur Robinson
- Maria Romano : Laura
- Antonella Giacomini : Irene
- Raul Cabrera : Victor Geronimo Brian
- Pierangelo Pozzato : Helmut Blade von Bauer
- Robert Mura : Brett O'Hara
- Michael Laurant : Officier
- Françoise Perrot : Molly[2].
- Carlo De Mejo : Schérif
- Lorraine De Selle : Directrice de prison
- Franca Stoppi: Head Guard